# Flögeln
Flögeln is een Ortschaft in de Duitse gemeente Geestland in de deelstaat Nedersaksen. Tot 1 januari 2015 was Flögeln een zelfstandige gemeente en onderdeel van de Samtgemeinde Bederkesa in de Landkreis Cuxhaven. Flögeln telde in maart 2018 631 inwoners.

## Bijzonderheden

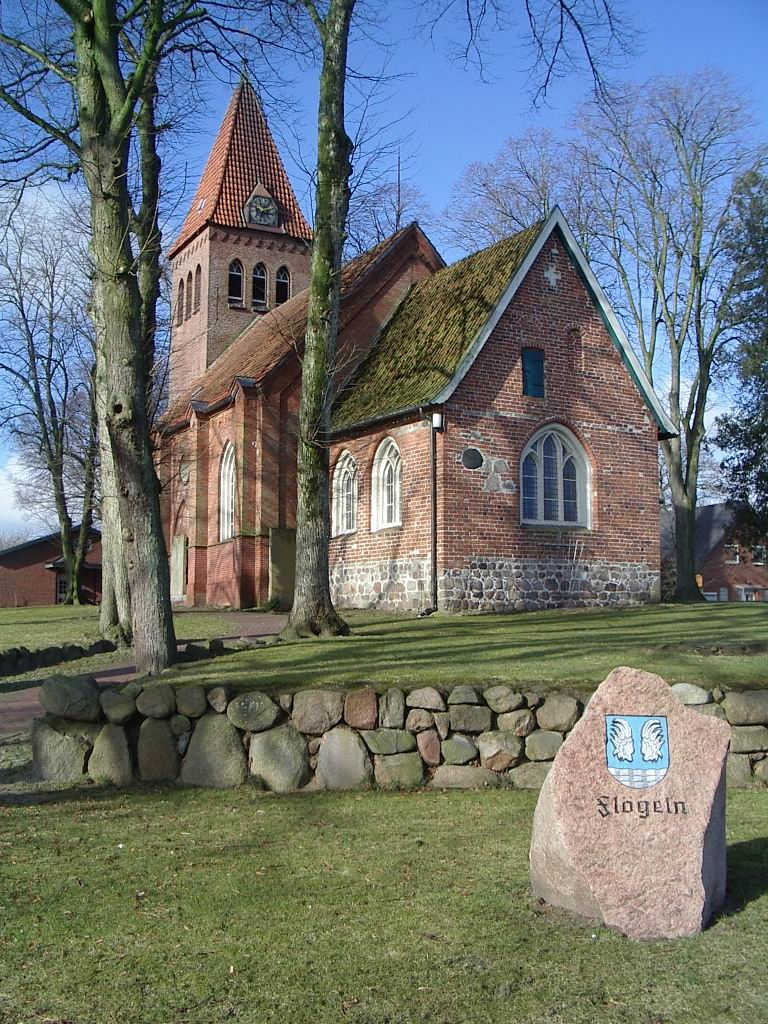
St. Pauluskerk, Flögeln (2)
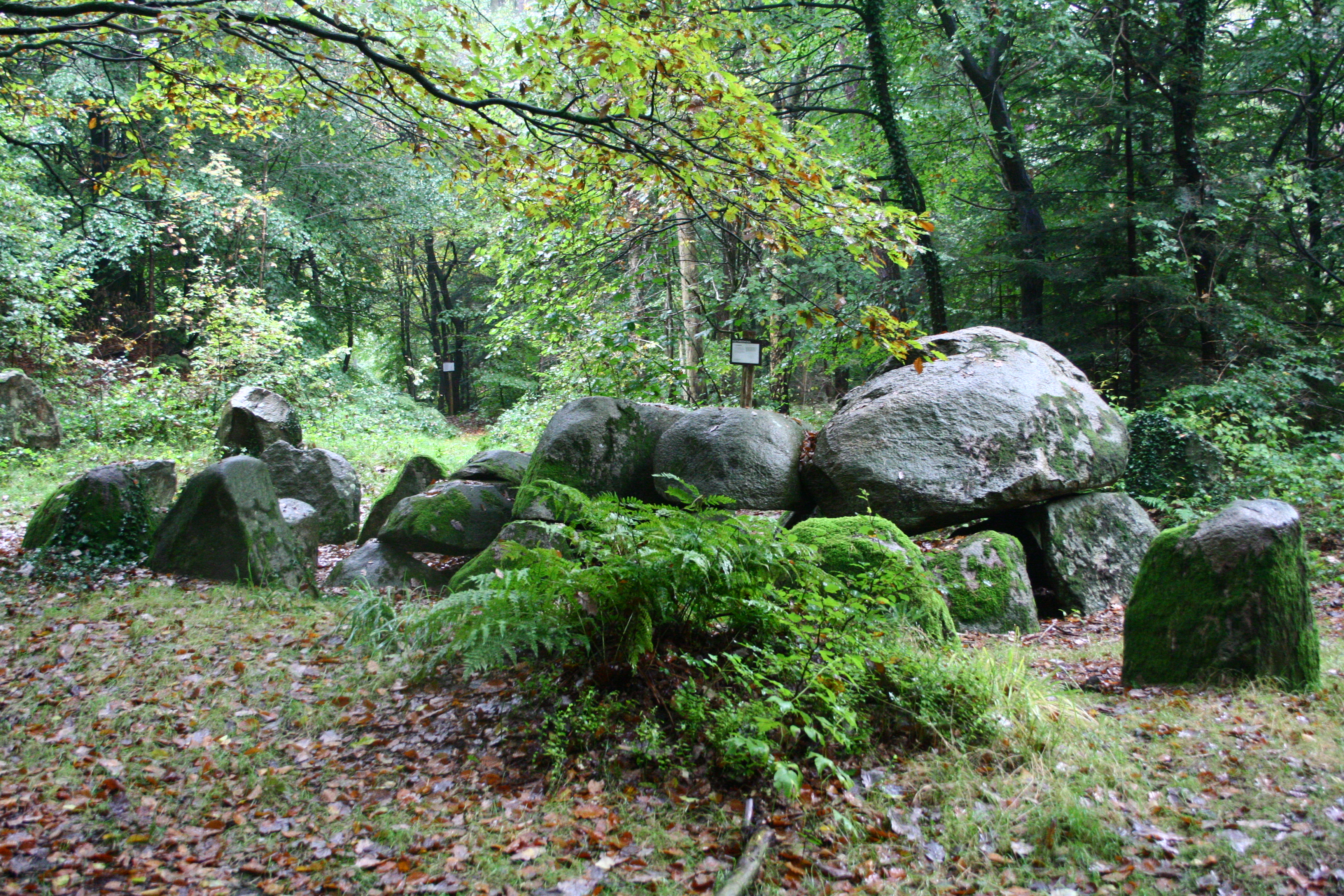
Hunebed bij Flögeln (Sprockhoff-nummer 609)
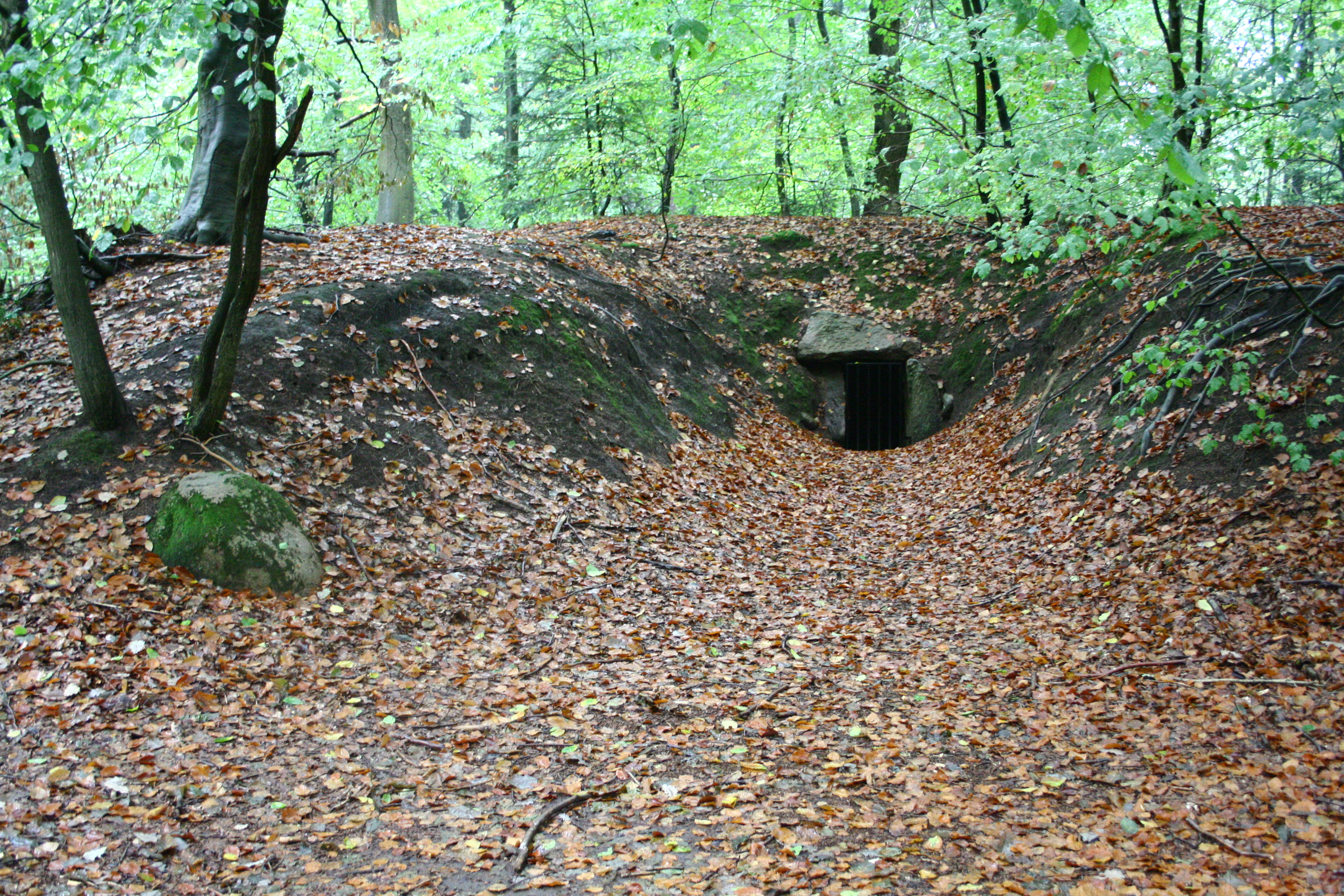
Ingang van het ganggraf (Sprockhoff-nummer 610)
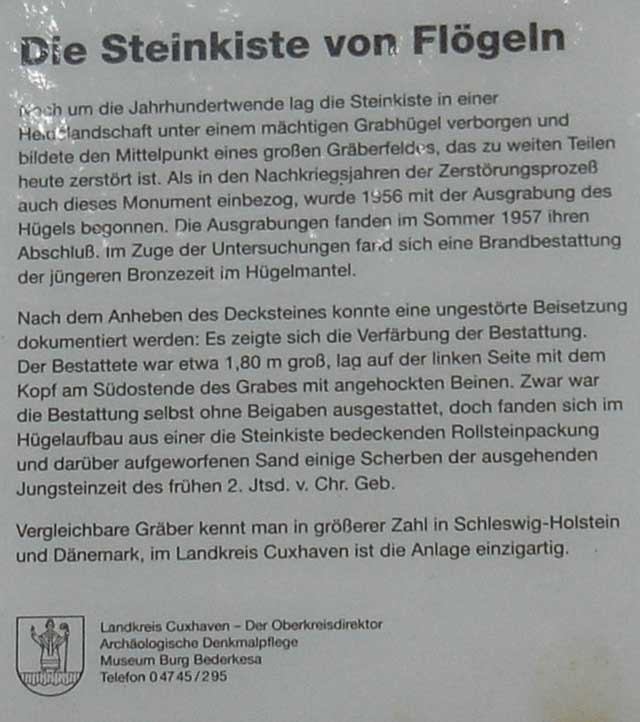
Informatiebord bij de steenkist
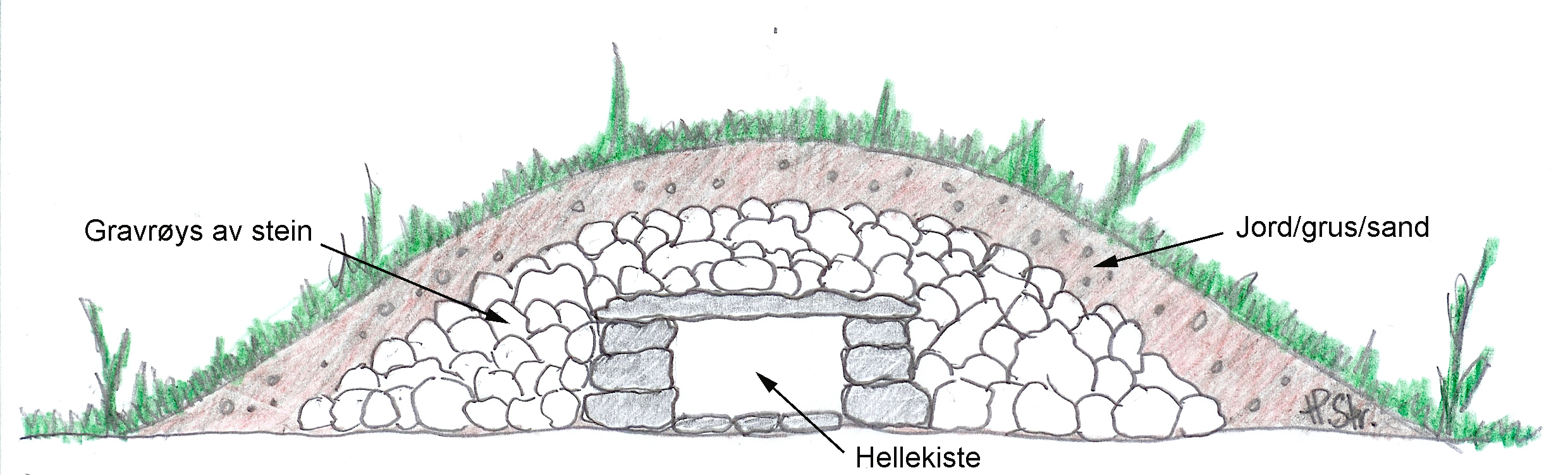
Steenkist van Flögeln (1)
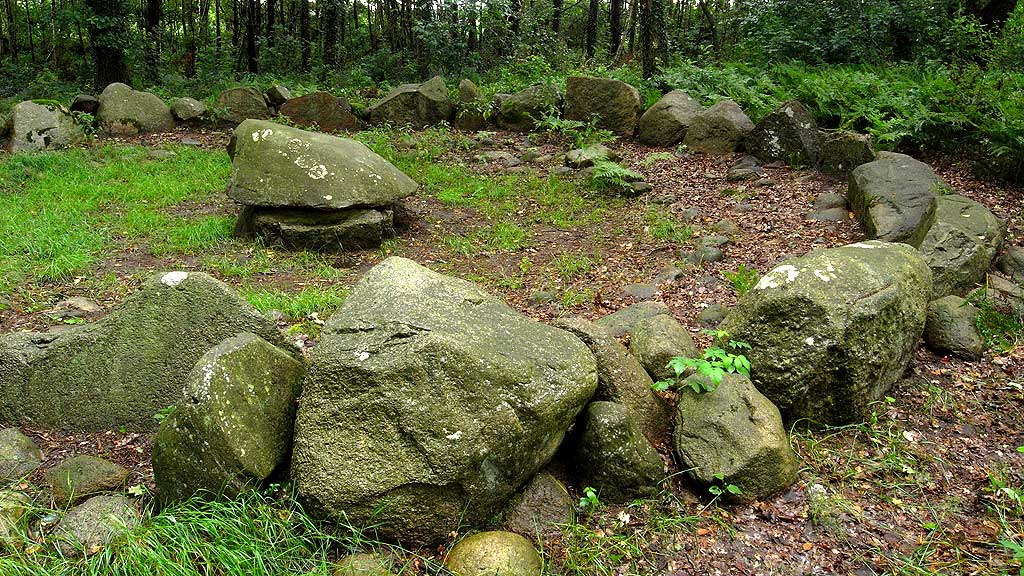
Steenkist van Flögeln (2)
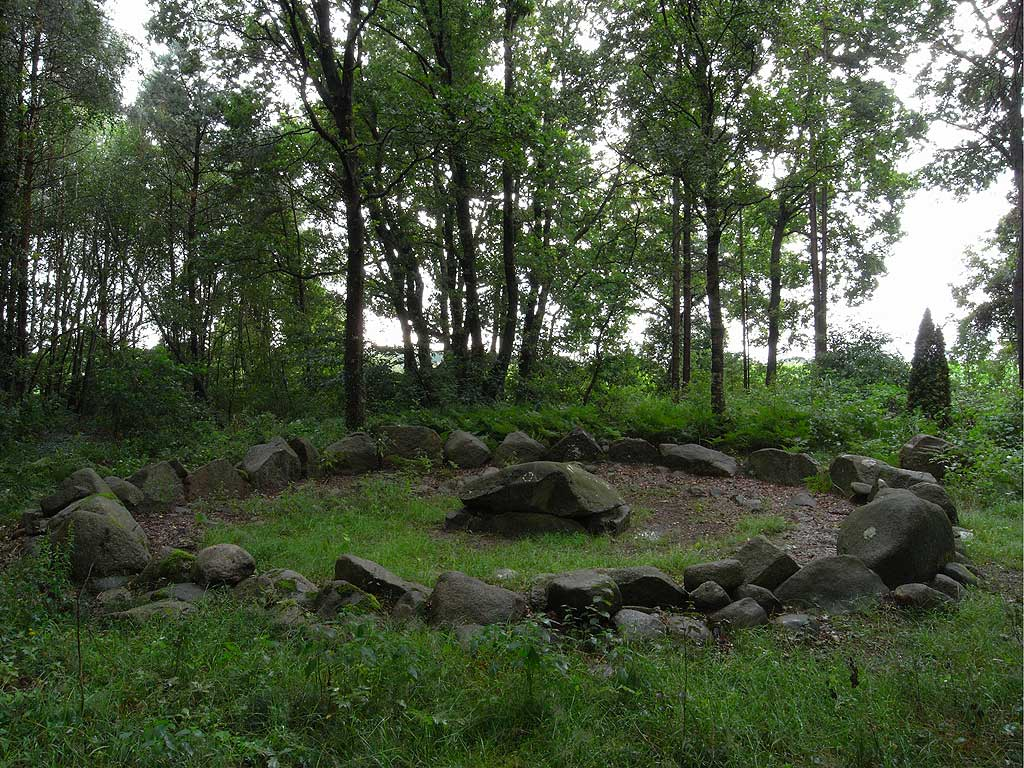
Steenkist van Flögeln (3)
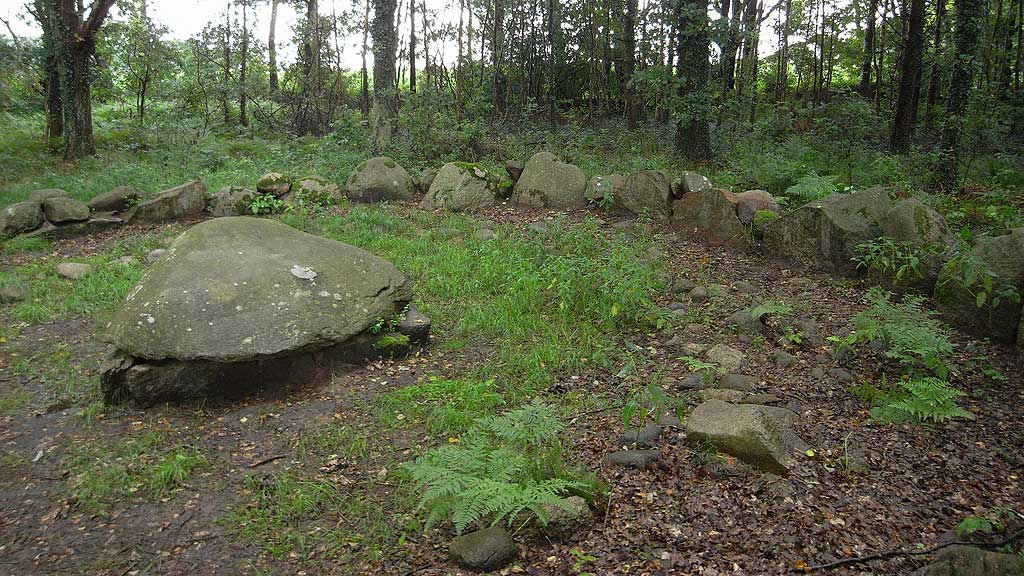
Steenkist van Flögeln (4)
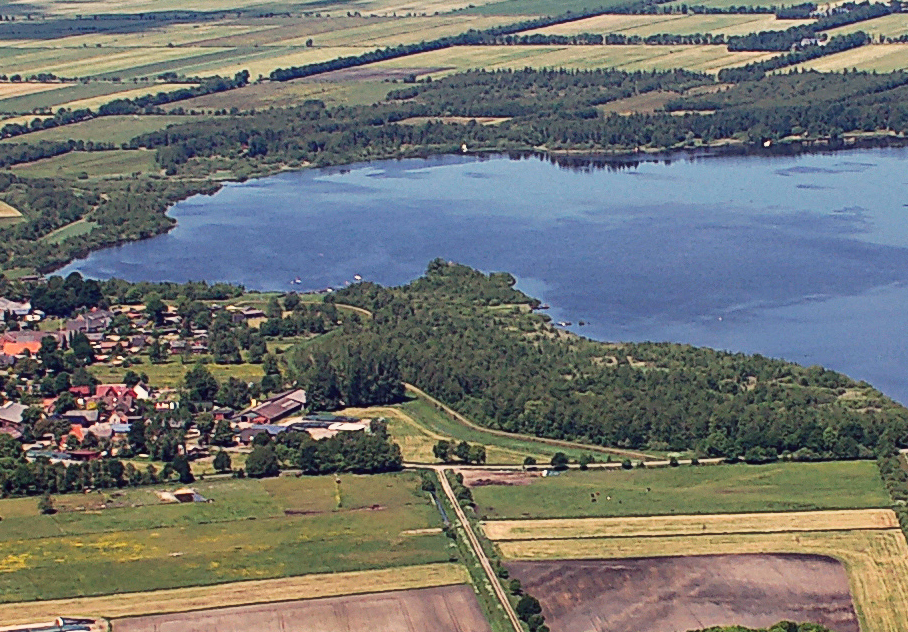
Gedeelte van het meer Flögelner See
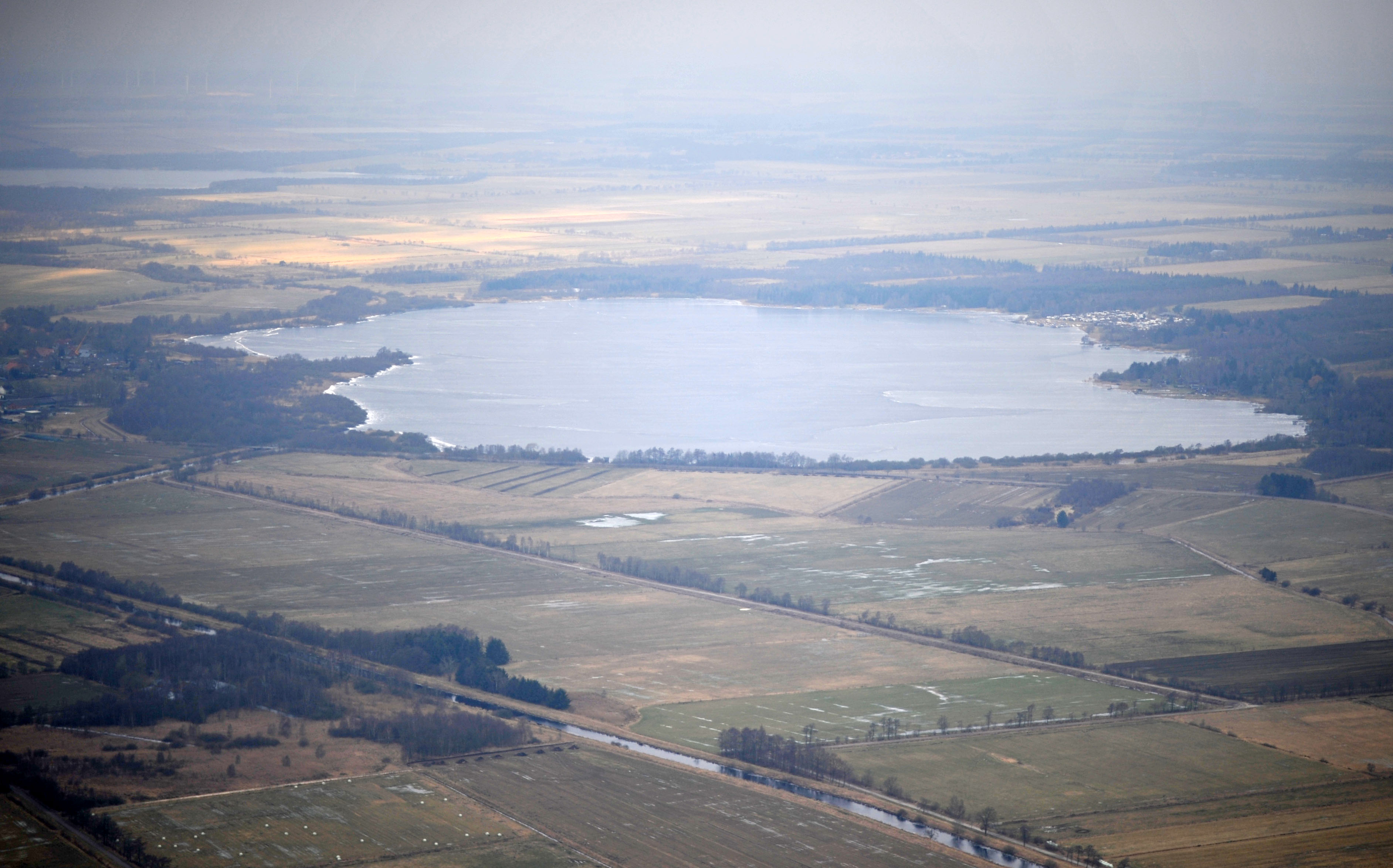
Overzichtsfoto Flögelner See
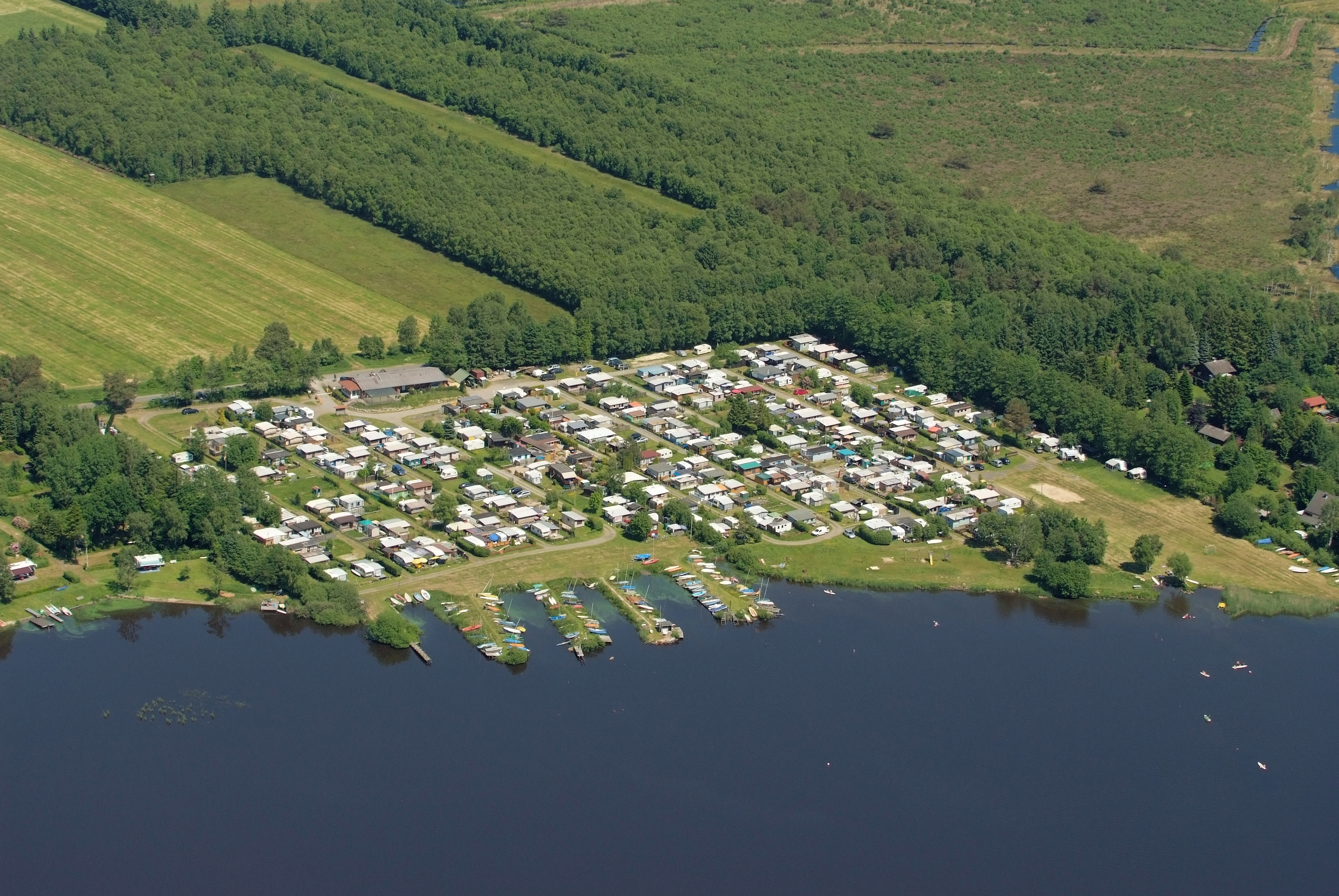
Camping aan dit meer (2012)
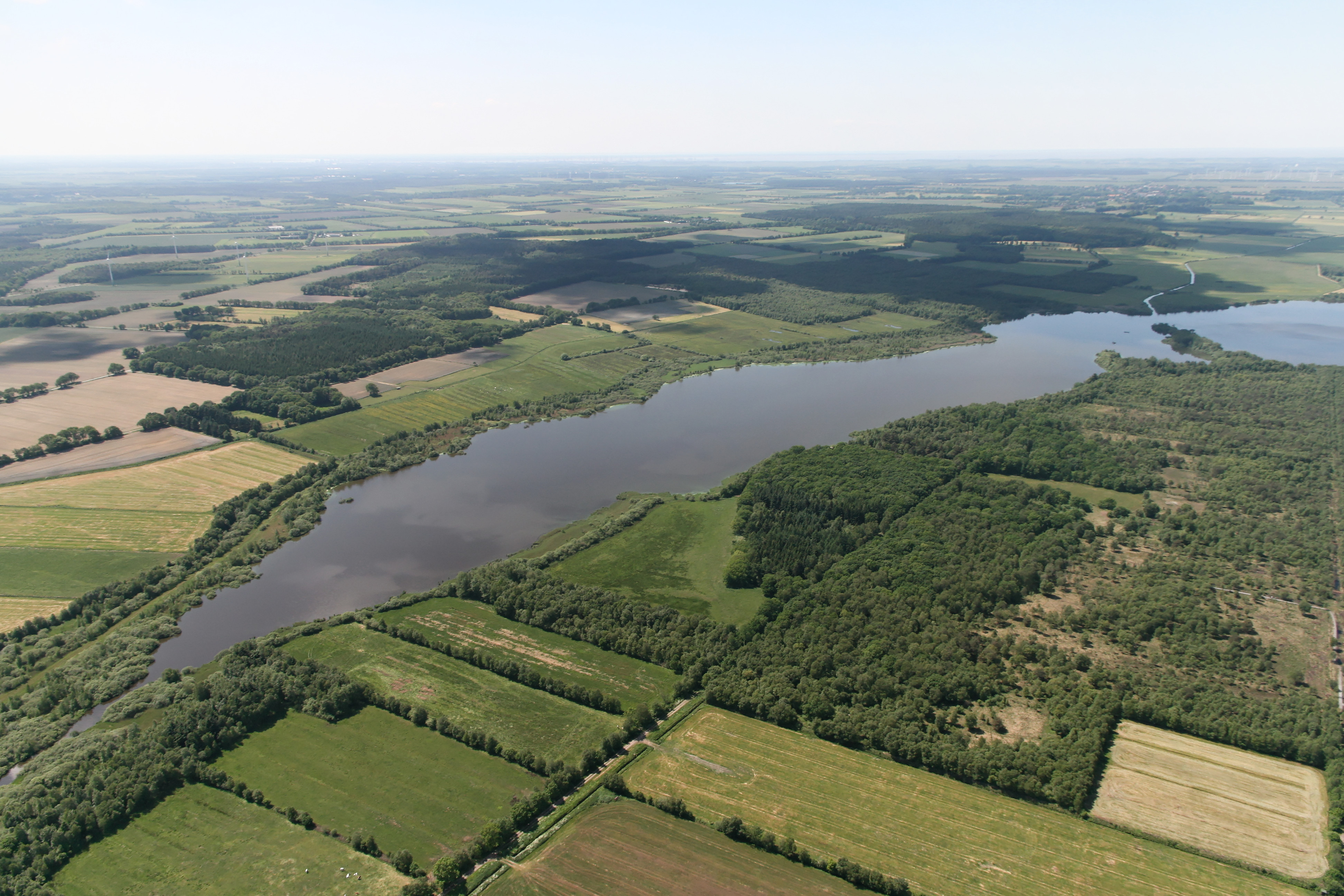
De 80 ha grote Ahlemer See (op de grens met Ahlen-Falkenberg[1])

De dorpskerk van Flögeln dateert uit de 13e eeuw en heeft een bezienswaardig interieur. De (tegenwoordig evangelisch-lutherse) kerk is in de jaren na 1648 enige jaren evangelisch-gereformeerd geweest. Daarom is er geen retabel, zoals de lutherse en rooms-katholieke tradities toestaan, maar een altaarbord met bijbelteksten aanwezig. Bijzonder is, dat deze in het Nederduits luiden.
De in de 19e eeuw ontdekte megalietmonumenten bij Flögeln behoren tot de belangrijkste vondsten uit de tijd van de Trechterbekercultuur (3500-2800 v.Chr.) in de regio. Bij het ganggraf, dat is gecatalogiseerd als Sprockhoff-nummer 610, is een zogenaamde steenkist ontdekt. Veel vondsten uit dit gebied zijn te zien in het archeologische museum in Burg Bederkesa. Zie voor gedetailleerde informatie op de website van dit museum: www.burg-bederkesa.de/archaeologie-im-museum/siedlungskammer-floegeln/.
Ten noorden van het dorp ligt een meer met de naam Flögelner See. Het meer heeft een oppervlakte van 155 hectare en is omgeven door hoog- en laagveengebieden. In het, zeer visrijke, meer mag gehengeld worden. Aan de noordoever liggen enige recreatiefaciliteiten. Aan de westkant loopt een kort kanaal naar een ander meer, Halemer See, dat een natuurreservaat is.
Het dorp maakt sinds 2015 deel uit van de gemeente Geestland, zie aldaar voor meer algemene informatie.
- Gemeinsame Normdatei: 4362430-3
- Virtual International Authority File: 248702976